# Élections départementales de 2015 en Meurthe-et-Moselle
Les élections départementales ont eu lieu les 22 et 29 mars 2015.

## Contexte départemental

### Assemblée départementale sortante
Avant les élections, le conseil général de Meurthe-et-Moselle est présidé par Mathieu Klein membre du Parti Socialiste. Il comprend 44 conseillers généraux issus des 44 cantons de Meurthe-et-Moselle.
| Parti                             | Sigle | Sigle | Élus |
| --------------------------------- | ----- | ----- | ---- |
| Majorité (34 sièges)              |       |       |      |
| Parti socialiste                  |       | PS    | 19   |
| Parti communiste français         |       | PCF   | 8    |
| Divers gauche                     |       | DVG   | 7    |
| Opposition (10 sièges)            |       |       |      |
| Union pour un mouvement populaire |       | UMP   | 4    |
| Divers droite                     |       | DVD   | 3    |
| Mouvement démocrate               |       | MoDem | 1    |
| Debout la France                  |       | DLF   | 1    |
| Sans étiquette                    |       | SE    | 1    |
| Président du conseil général      |       |       |      |
| Mathieu Klein (PS)                |       |       |      |

### Assemblée départementale élue
Après le redécoupage cantonal de 2014, ce sont 46 conseillers départementaux qui sont élus au sein des 23 nouveaux cantons de Meurthe-et-Moselle.
| Parti                                | Sigle | Sigle | Élus |
| ------------------------------------ | ----- | ----- | ---- |
| Majorité (28 sièges)                 |       |       |      |
| Parti socialiste                     |       | PS    | 19   |
| Front de gauche                      |       | FG    | 4    |
| Parti communiste français            |       | PCF   | 2    |
| Europe Écologie Les Verts            |       | EÉLV  | 2    |
| Divers gauche                        |       | DVG   | 1    |
| Opposition (18 sièges)               |       |       |      |
| Union pour un mouvement populaire    |       | UMP   | 15   |
| Union des démocrates et indépendants |       | UDI   | 3    |
| Président du conseil départemental   |       |       |      |
| Mathieu Klein (PS)                   |       |       |      |

## Résultats à l'échelle du département

### Résultats par nuances du ministère de l'Intérieur
Les nuances utilisées par le ministère de l'Intérieur ne tiennent pas compte des alliances locales.
| Binômes     | Binômes            | Premier tour | Premier tour | Second tour | Second tour | Sièges |
| Binômes     | Binômes            | Voix         | %            | Voix        | %           | Sièges |
| ----------- | ------------------ | ------------ | ------------ | ----------- | ----------- | ------ |
|             | PS                 | 49 453       | 21,81        | 53 033      | 24,34       | 16     |
|             | Union de la gauche | 18 692       | 8,24         | 13 165      | 6,04        | 4      |
|             | FG                 | 10 436       | 4,60         | 9 555       | 4,38        | 4      |
|             | DVG                | 7 577        | 3,34         | 10 725      | 4,92        | 4      |
|             | PCF                | 974          | 0,43         |             |             |        |
| Gauche      | Gauche             | 87 132       | 38,42        | 86 478      | 39,68       | 28     |
|             |                    |              |              |             |             |        |
|             | Union de la droite | 36 921       | 16,28        | 36 416      | 16,71       | 12     |
|             | UMP                | 17 551       | 7,74         | 19 353      | 8,88        | 6      |
|             | DVD                | 6 743        | 2,97         |             |             |        |
|             | UDI                | 5 246        | 2,31         | 4 335       | 1,99        | 0      |
|             | UC                 | 4 397        | 1,94         | 6 246       | 2,87        | 0      |
|             | DLF                | 1 518        | 0,67         |             |             |        |
| Droite      | Droite             | 72 376       | 31,91        | 66 350      | 30,45       | 18     |
|             |                    |              |              |             |             |        |
|             | FN                 | 66 916       | 29,51        | 65 096      | 29,87       | 0      |
|             |                    |              |              |             |             |        |
|             | EXG                | 303          | 0,13         |             |             |        |
|             |                    |              |              |             |             |        |
| Inscrits    | Inscrits           | 491 454      | 100,00       | 491 484     | 100,00      |        |
| Abstentions | Abstentions        | 254 790      | 51,84        | 256 095     | 52,11       |        |
| Votants     | Votants            | 236 664      | 48,16        | 235 389     | 47,89       |        |
| Blancs      | Blancs             | 6 989        | 2,95         | 12 667      | 5,38        |        |
| Nuls        | Nuls               | 2 948        | 1,25         | 4 798       | 2,04        |        |
| Exprimés    | Exprimés           | 226 727      | 95,80        | 217 924     | 92,58       |        |

### Analyses
La gauche, avec 39,68 % des suffrages au second tour, remportent 14 des 23 cantons du département, soit 28 sièges au conseil départemental. La droite et le centre, avec 30,45 % des suffrages, obtient les 9 cantons restants, soit 18 sièges. Le Front national, malgré 29,87 % des voix, n'obtient aucun siège.
Le département reste à gauche, avec la réélection de Mathieu Klein (PS) à la présidence du conseil départemental. Il s'agit du dernier département socialiste de l'est de la France (Alsace, Lorraine et Champagne-Ardenne).

### Résultats par canton
| Canton                    | Conseiller sortant    | Parti                  | Parti       | Conseiller élu           | Parti           | Parti           |
| ------------------------- | --------------------- | ---------------------- | ----------- | ------------------------ | --------------- | --------------- |
| Arracourt                 | Michel Marchal        |                        | DVD         | Canton supprimé          | Canton supprimé | Canton supprimé |
| Audun-le-Roman            | Michel Mariuzzo*      |                        | PCF         | Canton supprimé          | Canton supprimé | Canton supprimé |
| Baccarat                  | Rose-Marie Falque     |                        | UMP         | Rose-Marie Falque        |                 | UMP             |
| Baccarat                  | Rose-Marie Falque     | Michel Marchal         | UMP         |                          | UMP             |                 |
| Badonviller               | Bernard Muller*       |                        | UMP         | Canton supprimé          | Canton supprimé | Canton supprimé |
| Bayon                     | Christophe Sonrel     |                        | PCF         | Canton supprimé          | Canton supprimé | Canton supprimé |
| Blâmont                   | Philippe Colin        |                        | DVG         | Canton supprimé          | Canton supprimé | Canton supprimé |
| Briey                     | André Corzani         |                        | PCF         | Canton supprimé          | Canton supprimé | Canton supprimé |
| Chambley-Bussières        | Rachel Thomas         |                        | DVG         | Canton supprimé          | Canton supprimé | Canton supprimé |
| Cirey-sur-Vezouze         | Josiane Tallotte*     |                        | DVG         | Canton supprimé          | Canton supprimé | Canton supprimé |
| Colombey-les-Belles       | Agnès Marchand        |                        | PS          | Canton supprimé          | Canton supprimé | Canton supprimé |
| Conflans-en-Jarnisy       | Olivier Tritz*        |                        | PCF         | Canton supprimé          | Canton supprimé | Canton supprimé |
| Dieulouard                | Yvon Biston*          |                        | PS          | Canton supprimé          | Canton supprimé | Canton supprimé |
| Domèvre-en-Haye           | Jean Loctin           |                        | DVD         | Canton supprimé          | Canton supprimé | Canton supprimé |
| Entre Seille et Meurthe   | Canton créé           | Canton créé            | Canton créé | Catherine Boursier       |                 | PS              |
| Entre Seille et Meurthe   | Canton créé           | Canton créé            | Canton créé | Antony Caps              |                 | PS              |
| Gerbéviller               | Yves Willer*          |                        | DVG         | Canton supprimé          | Canton supprimé | Canton supprimé |
| Grand Couronné            | Canton créé           | Canton créé            | Canton créé | Jean-Pierre Dessein      |                 | UMP             |
| Grand Couronné            | Canton créé           | Canton créé            | Canton créé | Catherine Krier          |                 | UDI             |
| Haroué                    | André Barbier*        |                        | UMP         | Canton supprimé          | Canton supprimé | Canton supprimé |
| Herserange                | Laurent Righi*        |                        | PCF         | Canton supprimé          | Canton supprimé | Canton supprimé |
| Homécourt                 | Jean-Pierre Minella   |                        | PCF         | Canton supprimé          | Canton supprimé | Canton supprimé |
| Jarny                     | Canton créé           | Canton créé            | Canton créé | Jean-Pierre Minella      |                 | PCF             |
| Jarny                     | Canton créé           | Canton créé            | Canton créé | Manuela Ribeiro          |                 | EÉLV            |
| Jarville-la-Malgrange     | René Mangin*          |                        | PS          | Luc Binsinger            |                 | UMP             |
| Jarville-la-Malgrange     | René Mangin*          | Sabine Lemaire-Assfeld | PS          |                          | UDI             |                 |
| Laxou                     | Pierre Baumann        |                        | PS          | Pierre Baumann           |                 | PS              |
| Laxou                     | Pierre Baumann        | Valérie Beausert-Leick | PS          |                          | PS              |                 |
| Longuyon                  | Pierre Mersch*        |                        | SE          | Canton supprimé          | Canton supprimé | Canton supprimé |
| Longwy                    | Christian Ariès       |                        | DVG         | Christian Ariès          |                 | PS              |
| Longwy                    | Christian Ariès       | Sylvie Balon           | DVG         |                          | PS              |                 |
| Lunéville-Nord            | Grégory Grandjean     |                        | PS          | Canton supprimé          | Canton supprimé | Canton supprimé |
| Lunéville-Sud             | Michel Baumont        |                        | DLR         | Canton supprimé          | Canton supprimé | Canton supprimé |
| Lunéville-1               | Canton créé           | Canton créé            | Canton créé | Catherine Paillard       |                 | UMP             |
| Lunéville-1               | Canton créé           | Canton créé            | Canton créé | Christopher Varin        |                 | UMP             |
| Lunéville-2               | Canton créé           | Canton créé            | Canton créé | Thibault Bazin           |                 | UMP             |
| Lunéville-2               | Canton créé           | Canton créé            | Canton créé | Anne Lassus              |                 | UMP             |
| Malzéville                | Jean-Paul Bolmont*    |                        | PS          | Canton supprimé          | Canton supprimé | Canton supprimé |
| Meine au Saintois         | Canton créé           | Canton créé            | Canton créé | Gauthier Brunner         |                 | PS              |
| Meine au Saintois         | Canton créé           | Canton créé            | Canton créé | Agnès Marchand           |                 | PS              |
| Mont-Saint-Martin         | Serge De Carli        |                        | PCF         | Serge de Carli           |                 | PCF             |
| Mont-Saint-Martin         | Serge De Carli        | Monique Poplineau      | PCF         |                          | DVG             |                 |
| Nancy-Est                 | Dominique Olivier*    |                        | PS          | Canton supprimé          | Canton supprimé | Canton supprimé |
| Nancy-Nord                | Mathieu Klein         |                        | PS          | Canton supprimé          | Canton supprimé | Canton supprimé |
| Nancy-Ouest               | Sophie Mayeux         |                        | DVD         | Canton supprimé          | Canton supprimé | Canton supprimé |
| Nancy-Sud                 | Nicole Creusot        |                        | PS          | Canton supprimé          | Canton supprimé | Canton supprimé |
| Nancy-1                   | Canton créé           | Canton créé            | Canton créé | Patrick SEhot            |                 | UMP             |
| Nancy-1                   | Canton créé           | Canton créé            | Canton créé | Sophie Mayeux            |                 | UMP             |
| Nancy-2                   | Canton créé           | Canton créé            | Canton créé | Véronique Billot         |                 | PS              |
| Nancy-2                   | Canton créé           | Canton créé            | Canton créé | Mathieu Klein            |                 | PS              |
| Nancy-3                   | Canton créé           | Canton créé            | Canton créé | Nicole Creusot           |                 | PS              |
| Nancy-3                   | Canton créé           | Canton créé            | Canton créé | Frédéric Maguin          |                 | EÉLV            |
| Neuves-Maisons            | Jean-Paul Vinchelin*  |                        | PS          | Audrey Normand           |                 | PS              |
| Neuves-Maisons            | Jean-Paul Vinchelin*  | Pascal Schneider       | PS          |                          | PS              |                 |
| Nomeny                    | Antony Caps           |                        | EÉLV        | Canton supprimé          | Canton supprimé | Canton supprimé |
| Nord-Toulois              | Canton créé           | Canton créé            | Canton créé | Corinne Lalance          |                 | UMP             |
| Nord-Toulois              | Canton créé           | Canton créé            | Canton créé | Jean Loctin              |                 | UMP             |
| Pays de Briey             | Canton créé           | Canton créé            | Canton créé | André Corzani            |                 | FG              |
| Pays de Briey             | Canton créé           | Canton créé            | Canton créé | PSmary Lupo              |                 | FG              |
| Pompey                    | Jean-Marie Ulrich*    |                        | PS          | Canton supprimé          | Canton supprimé | Canton supprimé |
| Pont-à-Mousson            | Noël Guérard          |                        | PS          | Maryse Altermatt         |                 | UMP             |
| Pont-à-Mousson            | Noël Guérard          | Stéphane Pizelle       | PS          |                          | UMP             |                 |
| Saint-Max                 | Louis Causero*        |                        | UMP         | Corinne Marchal-Tarnus   |                 | UDI             |
| Saint-Max                 | Louis Causero*        | Éric Pensalfini        | UMP         |                          | UMP             |                 |
| Saint-Nicolas-de-Port     | Jean-Claude Pissenem  |                        | PS          | Canton supprimé          | Canton supprimé | Canton supprimé |
| Seichamps                 | Henri Chanut*         |                        | PS          | Canton supprimé          | Canton supprimé | Canton supprimé |
| Thiaucourt-Regniéville    | Olivier Jacquin       |                        | PS          | Canton supprimé          | Canton supprimé | Canton supprimé |
| Toul-Nord                 | Michèle Pilot         |                        | PS          | Canton supprimé          | Canton supprimé | Canton supprimé |
| Toul-Sud                  | Alde Harmand          |                        | PS          | Canton supprimé          | Canton supprimé | Canton supprimé |
| Toul                      | Canton créé           | Canton créé            | Canton créé | Alde Harmand             |                 | PS              |
| Toul                      | Canton créé           | Canton créé            | Canton créé | Michèle Pilot            |                 | PS              |
| Val de Lorraine Sud       | Canton créé           | Canton créé            | Canton créé | Patricia Daguerre-Jacque |                 | PS              |
| Val de Lorraine Sud       | Canton créé           | Canton créé            | Canton créé | Laurent Trogrlic         |                 | PS              |
| Vandœuvre-lès-Nancy-Est   | Stéphane Hablot       |                        | PS          | Canton supprimé          | Canton supprimé | Canton supprimé |
| Vandœuvre-lès-Nancy-Ouest | Marc Saint-Denis*     |                        | MoDem       | Canton supprimé          | Canton supprimé | Canton supprimé |
| Vandœuvre-lès-Nancy       | Canton créé           | Canton créé            | Canton créé | Sylvie Crunchant         |                 | PS              |
| Vandœuvre-lès-Nancy       | Canton créé           | Canton créé            | Canton créé | Stéphane Hablot          |                 | PS              |
| Vézelise                  | Gauthier Brunner      |                        | DVG         | Canton supprimé          | Canton supprimé | Canton supprimé |
| Villerupt                 | Alain Casoni          |                        | PCF         | Alain Casoni             |                 | FG              |
| Villerupt                 | Alain Casoni          | Annie Silvestri        | PCF         |                          | FG              |                 |
| Tomblaine                 | Jean-Pierre Laurency* |                        | PS          | Canton supprimé          | Canton supprimé | Canton supprimé |

* Conseillers généraux sortants ne se représentant pas

## Résultats par canton

### Canton de Baccarat
| Candidats            | Candidats          | Partis      | Partis      | Premier tour | Premier tour | Second tour | Second tour |
| Candidats            | Candidats          | Partis      | Partis      | Voix         | %            | Voix        | %           |
| -------------------- | ------------------ | ----------- | ----------- | ------------ | ------------ | ----------- | ----------- |
| 1                    | Pascal Bauche      |             | FN          | 4 344        | 38,41        | 4 826       | 44,13       |
| 1                    | Jennifer Stephany  |             | FN          | 4 344        | 38,41        | 4 826       | 44,13       |
| 2                    | Rose-Marie Falque* |             | UMP         | 3 922        | 34,68        | 6 109       | 55,87       |
| 2                    | Michel Marchal*    |             | UMP         | 3 922        | 34,68        | 6 109       | 55,87       |
| 3                    | Philippe Colin*    |             | PS          | 2 409        | 21,30        |             |             |
| 3                    | Damienne Villaume  |             | PS          | 2 409        | 21,30        |             |             |
| 4                    | Jean-Marc Maire    |             | DVD         | 634          | 5,61         |             |             |
| 4                    | Audrey Martin      |             | DVD         | 634          | 5,61         |             |             |
|                      |                    |             |             |              |              |             |             |
| Inscrits             | Inscrits           | Inscrits    | Inscrits    | 21 340       | 100,00       | 21 323      | 100,00      |
| Abstentions          | Abstentions        | Abstentions | Abstentions | 9 519        | 44,61        | 9 474       | 44,43       |
| Votants              | Votants            | Votants     | Votants     | 11 821       | 55,39        | 11 849      | 55,57       |
| Blancs               | Blancs             | Blancs      | Blancs      | 352          | 2,98         | 644         | 5,44        |
| Nuls                 | Nuls               | Nuls        | Nuls        | 160          | 1,35         | 270         | 2,28        |
| Exprimés             | Exprimés           | Exprimés    | Exprimés    | 11 309       | 95,67        | 10 935      | 99,29       |
| * conseiller sortant |                    |             |             |              |              |             |             |

### Canton d'Entre Seille et Meurthe
| Candidats            | Candidats                | Partis      | Partis      | Premier tour | Premier tour | Second tour | Second tour |
| Candidats            | Candidats                | Partis      | Partis      | Voix         | %            | Voix        | %           |
| -------------------- | ------------------------ | ----------- | ----------- | ------------ | ------------ | ----------- | ----------- |
| 1                    | Odile Begorre-Maire      |             | UMP         | 2 282        | 21,81        |             |             |
| 1                    | Henri Poirson            |             | UMP         | 2 282        | 21,81        |             |             |
| 2                    | Gilbert Canteri          |             | DLF         | 385          | 3,68         |             |             |
| 2                    | Claude Widong            |             | DLF         | 385          | 3,68         |             |             |
| 3                    | Mickaël Anstett          |             | FN          | 3 486        | 33,31        | 4 280       | 42,84       |
| 3                    | Marie-Claude Guérillot   |             | FN          | 3 486        | 33,31        | 4 280       | 42,84       |
| 4                    | Joëlle Bauquel           |             | FG          | 684          | 6,54         |             |             |
| 4                    | Patrice Floremont-Welsch |             | FG          | 684          | 6,54         |             |             |
| 5                    | Isabelle Devin           |             | DVD         | 582          | 5,56         |             |             |
| 5                    | Michel François          |             | DVD         | 582          | 5,56         |             |             |
| 6                    | Catherine Boursier       |             | PS          | 3 046        | 29,11        | 5 710       | 57,16       |
| 6                    | Antony Caps*             |             | PS          | 3 046        | 29,11        | 5 710       | 57,16       |
|                      |                          |             |             |              |              |             |             |
| Inscrits             | Inscrits                 | Inscrits    | Inscrits    | 21 488       | 100,00       | 21 490      | 100,00      |
| Abstentions          | Abstentions              | Abstentions | Abstentions | 10 601       | 49,33        | 10 552      | 49,10       |
| Votants              | Votants                  | Votants     | Votants     | 10 887       | 50,67        | 10 938      | 50,90       |
| Blancs               | Blancs                   | Blancs      | Blancs      | 315          | 2,89         | 706         | 6,45        |
| Nuls                 | Nuls                     | Nuls        | Nuls        | 107          | 0,98         | 242         | 2,21        |
| Exprimés             | Exprimés                 | Exprimés    | Exprimés    | 10 465       | 96,12        | 9 990       | 91,33       |
| * conseiller sortant |                          |             |             |              |              |             |             |

### Canton du Grand Couronné
| Candidats   | Candidats               | Partis      | Partis      | Premier tour | Premier tour | Second tour | Second tour |
| Candidats   | Candidats               | Partis      | Partis      | Voix         | %            | Voix        | %           |
| ----------- | ----------------------- | ----------- | ----------- | ------------ | ------------ | ----------- | ----------- |
| 1           | Marie-Christine Bastien |             | PS          | 3 534        | 29,93        | 3 954       | 31,69       |
| 1           | Landry Richard          |             | PS          | 3 534        | 29,93        | 3 954       | 31,69       |
| 2           | Stéphane Magnan         |             | FN          | 3 734        | 31,62        | 3 705       | 29,70       |
| 2           | Émilie Oudard           |             | FN          | 3 734        | 31,62        | 3 705       | 29,70       |
| 3           | Marie-Françoise Heuby   |             | DLF         | 780          | 6,61         |             |             |
| 3           | Pascal L'Huillier       |             | DLF         | 780          | 6,61         |             |             |
| 4           | Jean-Pierre Dessein     |             | UMP         | 3 761        | 31,85        | 4 817       | 38,61       |
| 4           | Catherine Krier         |             | UDI         | 3 761        | 31,85        | 4 817       | 38,61       |
|             |                         |             |             |              |              |             |             |
| Inscrits    | Inscrits                | Inscrits    | Inscrits    | 24 251       | 100,00       | 24 283      | 100,00      |
| Abstentions | Abstentions             | Abstentions | Abstentions | 11 870       | 48,95        | 11 408      | 46,98       |
| Votants     | Votants                 | Votants     | Votants     | 12 381       | 51,05        | 12 875      | 53,02       |
| Blancs      | Blancs                  | Blancs      | Blancs      | 439          | 3,55         | 308         | 2,39        |
| Nuls        | Nuls                    | Nuls        | Nuls        | 133          | 1,07         | 91          | 0,71        |
| Exprimés    | Exprimés                | Exprimés    | Exprimés    | 11 809       | 95,38        | 12 476      | 96,90       |

### Canton de Jarny
| Candidats            | Candidats            | Partis      | Partis      | Premier tour | Premier tour | Second tour | Second tour |
| Candidats            | Candidats            | Partis      | Partis      | Voix         | %            | Voix        | %           |
| -------------------- | -------------------- | ----------- | ----------- | ------------ | ------------ | ----------- | ----------- |
| 1                    | Jean-Pierre Minella* |             | PCF         | 3 622        | 31,55        | 6 403       | 57,54       |
| 1                    | Manuela Ribeiro      |             | EÉLV        | 3 622        | 31,55        | 6 403       | 57,54       |
| 2                    | Frédéric Dawiskiba   |             | FN          | 3 684        | 32,09        | 4 725       | 42,46       |
| 2                    | Joëlle Maltry        |             | FN          | 3 684        | 32,09        | 4 725       | 42,46       |
| 3                    | Pierre Descles       |             | UMP         | 2 009        | 17,50        |             |             |
| 3                    | Astrid Mattina       |             | UMP         | 2 009        | 17,50        |             |             |
| 4                    | Christian Lombard    |             | PS          | 2 167        | 18,87        |             |             |
| 4                    | Rachel Thomas*       |             | PS          | 2 167        | 18,87        |             |             |
|                      |                      |             |             |              |              |             |             |
| Inscrits             | Inscrits             | Inscrits    | Inscrits    | 27 762       | 100,00       | 27 733      | 100,00      |
| Abstentions          | Abstentions          | Abstentions | Abstentions | 15 737       | 56,69        | 15 461      | 55,75       |
| Votants              | Votants              | Votants     | Votants     | 12 025       | 43,31        | 12 272      | 44,25       |
| Blancs               | Blancs               | Blancs      | Blancs      | 390          | 3,24         | 852         | 6,94        |
| Nuls                 | Nuls                 | Nuls        | Nuls        | 153          | 1,27         | 292         | 2,38        |
| Exprimés             | Exprimés             | Exprimés    | Exprimés    | 11 482       | 95,48        | 11 128      | 90,68       |
| * conseiller sortant |                      |             |             |              |              |             |             |

### Canton de Jarville-la-Malgrange
| Candidats            | Candidats              | Partis      | Partis      | Premier tour | Premier tour | Second tour | Second tour |
| Candidats            | Candidats              | Partis      | Partis      | Voix         | %            | Voix        | %           |
| -------------------- | ---------------------- | ----------- | ----------- | ------------ | ------------ | ----------- | ----------- |
| 1                    | Jean-Claude Pissenem*  |             | PS          | 4 277        | 34,09        | 4 443       | 34,40       |
| 1                    | Jocelyne Resclause     |             | PS          | 4 277        | 34,09        | 4 443       | 34,40       |
| 2                    | Luc Binsinger          |             | UMP         | 4 644        | 37,02        | 5 271       | 40,82       |
| 2                    | Sabine Lemaire-Assfeld |             | UDI         | 4 644        | 37,02        | 5 271       | 40,82       |
| 3                    | Julien Delbarre        |             | FN          | 3 624        | 28,89        | 3 200       | 24,78       |
| 3                    | Huguette Vançon        |             | FN          | 3 624        | 28,89        | 3 200       | 24,78       |
|                      |                        |             |             |              |              |             |             |
| Inscrits             | Inscrits               | Inscrits    | Inscrits    | 26 344       | 100,00       | 26 339      | 100,00      |
| Abstentions          | Abstentions            | Abstentions | Abstentions | 13 222       | 50,19        | 13 017      | 49,42       |
| Votants              | Votants                | Votants     | Votants     | 13 122       | 49,81        | 13 322      | 50,58       |
| Blancs               | Blancs                 | Blancs      | Blancs      | 440          | 3,35         | 315         | 2,36        |
| Nuls                 | Nuls                   | Nuls        | Nuls        | 137          | 1,04         | 93          | 0,70        |
| Exprimés             | Exprimés               | Exprimés    | Exprimés    | 12 545       | 95,60        | 12 914      | 96 ,94      |
| * conseiller sortant |                        |             |             |              |              |             |             |

### Canton de Laxou
| Candidats            | Candidats              | Partis      | Partis      | Premier tour | Premier tour | Second tour | Second tour |
| Candidats            | Candidats              | Partis      | Partis      | Voix         | %            | Voix        | %           |
| -------------------- | ---------------------- | ----------- | ----------- | ------------ | ------------ | ----------- | ----------- |
| 1                    | Carole Breneur         |             | UDI         | 3 343        | 35,41        | 4 335       | 49,54       |
| 1                    | Alain Chardon          |             | UDI         | 3 343        | 35,41        | 4 335       | 49,54       |
| 2                    | Francine Haack         |             | FN          | 1 856        | 19,66        |             |             |
| 2                    | Patrick Sinkec         |             | FN          | 1 856        | 19,66        |             |             |
| 3                    | Pierre Baumann*        |             | PS          | 4 241        | 44,93        | 4 416       | 50,46       |
| 3                    | Valérie Beausert-Leick |             | PS          | 4 241        | 44,93        | 4 416       | 50,46       |
|                      |                        |             |             |              |              |             |             |
| Inscrits             | Inscrits               | Inscrits    | Inscrits    | 19 020       | 100,00       | 19 020      | 100,00      |
| Abstentions          | Abstentions            | Abstentions | Abstentions | 9 167        | 48,20        | 9 632       | 50,64       |
| Votants              | Votants                | Votants     | Votants     | 9 853        | 51,80        | 9 388       | 49,36       |
| Blancs               | Blancs                 | Blancs      | Blancs      | 303          | 3,08         | 455         | 4,85        |
| Nuls                 | Nuls                   | Nuls        | Nuls        | 110          | 1,12         | 182         | 1,94        |
| Exprimés             | Exprimés               | Exprimés    | Exprimés    | 9 440        | 95,81        | 8 751       | 93,21       |
| * conseiller sortant |                        |             |             |              |              |             |             |

### Canton de Longwy
| Candidats            | Candidats                   | Partis      | Partis      | Premier tour | Premier tour | Second tour | Second tour |
| Candidats            | Candidats                   | Partis      | Partis      | Voix         | %            | Voix        | %           |
| -------------------- | --------------------------- | ----------- | ----------- | ------------ | ------------ | ----------- | ----------- |
| 1                    | Noël Belli                  |             | PCF         | 974          | 13,88        |             |             |
| 1                    | Chantal Caulé               |             | PCF         | 974          | 13,88        |             |             |
| 2                    | Jean-Luc André              |             | DVD         | 535          | 7,62         |             |             |
| 2                    | Aurore Mingarelli-Collignon |             | DVD         | 535          | 7,62         |             |             |
| 3                    | Sarah Scholtes-Sofiane      |             | UMP         | 1 385        | 19,73        |             |             |
| 3                    | Mathieu Servagi             |             | UMP         | 1 385        | 19,73        |             |             |
| 4                    | Andrée Himbert              |             | FN          | 1 869        | 26,63        | 2 451       | 36,21       |
| 4                    | Christophe Le Lardic        |             | FN          | 1 869        | 26,63        | 2 451       | 36,21       |
| 5                    | Christian Aries*            |             | PS          | 2 255        | 32,13        | 4 318       | 63,79       |
| 5                    | Sylvie Balon                |             | PS          | 2 255        | 32,13        | 4 318       | 63,79       |
|                      |                             |             |             |              |              |             |             |
| Inscrits             | Inscrits                    | Inscrits    | Inscrits    | 20 741       | 100,00       | 20 742      | 100,00      |
| Abstentions          | Abstentions                 | Abstentions | Abstentions | 13 430       | 64,75        | 13 358      | 64,40       |
| Votants              | Votants                     | Votants     | Votants     | 7 311        | 35,25        | 7 384       | 35,60       |
| Blancs               | Blancs                      | Blancs      | Blancs      | 205          | 2,80         | 457         | 6,19        |
| Nuls                 | Nuls                        | Nuls        | Nuls        | 88           | 1,20         | 158         | 2,14        |
| Exprimés             | Exprimés                    | Exprimés    | Exprimés    | 7 018        | 95,99        | 6 769       | 91,67       |
| * conseiller sortant |                             |             |             |              |              |             |             |

### Canton de Lunéville-1
| Candidats            | Candidats            | Partis      | Partis      | Premier tour | Premier tour | Second tour | Second tour |
| Candidats            | Candidats            | Partis      | Partis      | Voix         | %            | Voix        | %           |
| -------------------- | -------------------- | ----------- | ----------- | ------------ | ------------ | ----------- | ----------- |
| 1                    | Grégory Grandjean*   |             | PS          | 3 740        | 32,02        | Retrait     | Retrait     |
| 1                    | Marie-Neige Houchard |             | PS          | 3 740        | 32,02        | Retrait     | Retrait     |
| 2                    | Michel Jacquot       |             | FN          | 4 099        | 35,09        | 4 252       | 40,39       |
| 2                    | Lucile Perrette      |             | FN          | 4 099        | 35,09        | 4 252       | 40,39       |
| 3                    | Catherine Paillard   |             | UMP         | 3 843        | 32,90        | 6 276       | 59,61       |
| 3                    | Christopher Varin    |             | UMP         | 3 843        | 32,90        | 6 276       | 59,61       |
|                      |                      |             |             |              |              |             |             |
| Inscrits             | Inscrits             | Inscrits    | Inscrits    | 24 171       | 100,00       | 24 164      | 100,00      |
| Abstentions          | Abstentions          | Abstentions | Abstentions | 11 935       | 49,38        | 12 268      | 50,77       |
| Votants              | Votants              | Votants     | Votants     | 12 236       | 50,62        | 11 896      | 49,23       |
| Blancs               | Blancs               | Blancs      | Blancs      | 346          | 2,83         | 811         | 6,82        |
| Nuls                 | Nuls                 | Nuls        | Nuls        | 208          | 1,70         | 557         | 4,68        |
| Exprimés             | Exprimés             | Exprimés    | Exprimés    | 11 682       | 95,47        | 10 528      | 88,50       |
| * conseiller sortant |                      |             |             |              |              |             |             |

### Canton de Lunéville-2
| Candidats            | Candidats          | Partis      | Partis      | Premier tour | Premier tour | Second tour | Second tour |
| Candidats            | Candidats          | Partis      | Partis      | Voix         | %            | Voix        | %           |
| -------------------- | ------------------ | ----------- | ----------- | ------------ | ------------ | ----------- | ----------- |
| 1                    | Laetitia Delbarre  |             | FN          | 4 170        | 31,78        | 4 584       | 38,54       |
| 1                    | Denis Roger        |             | FN          | 4 170        | 31,78        | 4 584       | 38,54       |
| 2                    | Michel Baumont*    |             | DVD         | 1 077        | 8,21         |             |             |
| 2                    | Isabelle Guerin    |             | DVD         | 1 077        | 8,21         |             |             |
| 3                    | Thibault Bazin     |             | UMP         | 3 992        | 30,43        | 7 309       | 61,46       |
| 3                    | Anne Lassus        |             | UMP         | 3 992        | 30,43        | 7 309       | 61,46       |
| 4                    | Barbara Sarde      |             | PS          | 3 881        | 29,58        | Retrait     | Retrait     |
| 4                    | Christophe Sonrel* |             | PCF         | 3 881        | 29,58        | Retrait     | Retrait     |
|                      |                    |             |             |              |              |             |             |
| Inscrits             | Inscrits           | Inscrits    | Inscrits    | 26 109       | 100,00       | 26 119      | 100,00      |
| Abstentions          | Abstentions        | Abstentions | Abstentions | 12 407       | 47,52        | 12 734      | 48,75       |
| Votants              | Votants            | Votants     | Votants     | 13 702       | 52,48        | 13 385      | 51,25       |
| Blancs               | Blancs             | Blancs      | Blancs      | 358          | 2,61         | 967         | 7,22        |
| Nuls                 | Nuls               | Nuls        | Nuls        | 224          | 1,63         | 525         | 3,92        |
| Exprimés             | Exprimés           | Exprimés    | Exprimés    | 13 120       | 95,75        | 11 893      | 88,85       |
| * conseiller sortant |                    |             |             |              |              |             |             |

### Canton de Meine au Saintois
| Candidats            | Candidats         | Partis      | Partis      | Premier tour | Premier tour | Second tour | Second tour |
| Candidats            | Candidats         | Partis      | Partis      | Voix         | %            | Voix        | %           |
| -------------------- | ----------------- | ----------- | ----------- | ------------ | ------------ | ----------- | ----------- |
| 1                    | Emmanuel Buffard  |             | FN          | 4 128        | 36,26        | 4 168       | 35,02       |
| 1                    | Christelle Vivot  |             | FN          | 4 128        | 36,26        | 4 168       | 35,02       |
| 2                    | Claude Deloffre   |             | UMP         | 3 101        | 27,24        | 2 960       | 24,87       |
| 2                    | Brigitte Meyer    |             | UMP         | 3 101        | 27,24        | 2 960       | 24,87       |
| 3                    | Gauthier Brunner* |             | PS          | 4 156        | 36,50        | 4 775       | 40,12       |
| 3                    | Agnès Marchand*   |             | PS          | 4 156        | 36,50        | 4 775       | 40,12       |
|                      |                   |             |             |              |              |             |             |
| Inscrits             | Inscrits          | Inscrits    | Inscrits    | 20 909       | 100,00       | 20 909      | 100,00      |
| Abstentions          | Abstentions       | Abstentions | Abstentions | 8 902        | 42,57        | 8 596       | 41,11       |
| Votants              | Votants           | Votants     | Votants     | 12 007       | 57,43        | 12 313      | 58,89       |
| Blancs               | Blancs            | Blancs      | Blancs      | 413          | 3,44         | 301         | 2,44        |
| Nuls                 | Nuls              | Nuls        | Nuls        | 209          | 1,74         | 109         | 0,89        |
| Exprimés             | Exprimés          | Exprimés    | Exprimés    | 11 385       | 94,82        | 11 903      | 96,67       |
| * conseiller sortant |                   |             |             |              |              |             |             |

### Canton de Mont-Saint-Martin
| Candidats            | Candidats            | Partis      | Partis      | Premier tour | Premier tour | Second tour | Second tour |
| Candidats            | Candidats            | Partis      | Partis      | Voix         | %            | Voix        | %           |
| -------------------- | -------------------- | ----------- | ----------- | ------------ | ------------ | ----------- | ----------- |
| 1                    | Serge de Carli*      |             | PCF         | 3 047        | 38,72        | 4 322       | 58,03       |
| 1                    | Monique Poplineau    |             | DVG         | 3 047        | 38,72        | 4 322       | 58,03       |
| 2                    | Jonathan Lambinet    |             | FN          | 2 448        | 31,11        | 3 126       | 41,97       |
| 2                    | Déborah Szczepanski  |             | FN          | 2 448        | 31,11        | 3 126       | 41,97       |
| 3                    | Carole Lefevre       |             | UMP         | 2 374        | 30,17        |             |             |
| 3                    | Jean-Jacques Pierret |             | UMP         | 2 374        | 30,17        |             |             |
|                      |                      |             |             |              |              |             |             |
| Inscrits             | Inscrits             | Inscrits    | Inscrits    | 19 665       | 100,00       | 19 658      | 100,00      |
| Abstentions          | Abstentions          | Abstentions | Abstentions | 11 380       | 57,87        | 11 499      | 58,50       |
| Votants              | Votants              | Votants     | Votants     | 8 285        | 42,13        | 8 159       | 41,50       |
| Blancs               | Blancs               | Blancs      | Blancs      | 257          | 3,10         | 511         | 6,26        |
| Nuls                 | Nuls                 | Nuls        | Nuls        | 159          | 1,92         | 200         | 2,45        |
| Exprimés             | Exprimés             | Exprimés    | Exprimés    | 7 869        | 94,98        | 7 448       | 91,29       |
| * conseiller sortant |                      |             |             |              |              |             |             |

### Canton de Nancy-1
| Candidats            | Candidats         | Partis      | Partis      | Premier tour | Premier tour | Second tour | Second tour |
| Candidats            | Candidats         | Partis      | Partis      | Voix         | %            | Voix        | %           |
| -------------------- | ----------------- | ----------- | ----------- | ------------ | ------------ | ----------- | ----------- |
| 1                    | Françoise Simonin |             | PS          | 3 055        | 34,62        | 3 672       | 44,10       |
| 1                    | Abdennour Slimani |             | PS          | 3 055        | 34,62        | 3 672       | 44,10       |
| 2                    | Patrick Blanchot  |             | UMP         | 3 512        | 39,80        | 4 654       | 55,90       |
| 2                    | Sophie Mayeux*    |             | UMP         | 3 512        | 39,80        | 4 654       | 55,90       |
| 3                    | Franck Antoine    |             | DVD         | 512          | 5,80         |             |             |
| 3                    | Stéphanie Haxaire |             | DVD         | 512          | 5,80         |             |             |
| 4                    | Lionel Chambrot   |             | DVG         | 456          | 5,17         |             |             |
| 4                    | Myriam Pilati     |             | DVG         | 456          | 5,17         |             |             |
| 5                    | Sabine Barbier    |             | FN          | 1 290        | 14,62        |             |             |
| 5                    | Grégoire Eury     |             | FN          | 1 290        | 14,62        |             |             |
|                      |                   |             |             |              |              |             |             |
| Inscrits             | Inscrits          | Inscrits    | Inscrits    | 18 537       | 100,00       | 18 538      | 100,00      |
| Abstentions          | Abstentions       | Abstentions | Abstentions | 9 369        | 50,54        | 9 679       | 52,21       |
| Votants              | Votants           | Votants     | Votants     | 9 168        | 49,46        | 8 859       | 47,79       |
| Blancs               | Blancs            | Blancs      | Blancs      | 266          | 2,90         | 380         | 4,29        |
| Nuls                 | Nuls              | Nuls        | Nuls        | 77           | 0,84         | 153         | 1,73        |
| Exprimés             | Exprimés          | Exprimés    | Exprimés    | 8 825        | 96,26        | 8 326       | 93,98       |
| * conseiller sortant |                   |             |             |              |              |             |             |

### Canton de Nancy-2
| Candidats            | Candidats                | Partis      | Partis      | Premier tour | Premier tour | Second tour | Second tour |
| Candidats            | Candidats                | Partis      | Partis      | Voix         | %            | Voix        | %           |
| -------------------- | ------------------------ | ----------- | ----------- | ------------ | ------------ | ----------- | ----------- |
| 1                    | Denis Gabet              |             | DVD         | 360          | 5,03         |             |             |
| 1                    | Khedidja Oberle          |             | DVD         | 360          | 5,03         |             |             |
| 2                    | Michèle Clément          |             | FG          | 530          | 7,40         |             |             |
| 2                    | Pierre Hanegreefs        |             | FG          | 530          | 7,40         |             |             |
| 3                    | Chantal Carraro          |             | UDI         | 2 120        | 29,61        | 2 857       | 43,34       |
| 3                    | Thierry Coulom           |             | MoDem       | 2 120        | 29,61        | 2 857       | 43,34       |
| 4                    | Claude Berthelot         |             | FN          | 1 033        | 14,43        |             |             |
| 4                    | Marie-Christine Millaire |             | FN          | 1 033        | 14,43        |             |             |
| 5                    | Véronique Billot         |             | PS          | 3 116        | 43,53        | 3 735       | 56,66       |
| 5                    | Mathieu Klein*           |             | PS          | 3 116        | 43,53        | 3 735       | 56,66       |
|                      |                          |             |             |              |              |             |             |
| Inscrits             | Inscrits                 | Inscrits    | Inscrits    | 15 671       | 100,00       | 15 671      | 100,00      |
| Abstentions          | Abstentions              | Abstentions | Abstentions | 8 278        | 52,82        | 8 654       | 55,22       |
| Votants              | Votants                  | Votants     | Votants     | 7 393        | 47,18        | 7 017       | 44,78       |
| Blancs               | Blancs                   | Blancs      | Blancs      | 163          | 2,20         | 300         | 4,28        |
| Nuls                 | Nuls                     | Nuls        | Nuls        | 71           | 0,96         | 125         | 1,78        |
| Exprimés             | Exprimés                 | Exprimés    | Exprimés    | 7 159        | 96,83        | 6 592       | 93,94       |
| * conseiller sortant |                          |             |             |              |              |             |             |

### Canton de Nancy-3
| Candidats            | Candidats                 | Partis      | Partis      | Premier tour | Premier tour | Second tour | Second tour |
| Candidats            | Candidats                 | Partis      | Partis      | Voix         | %            | Voix        | %           |
| -------------------- | ------------------------- | ----------- | ----------- | ------------ | ------------ | ----------- | ----------- |
| 1                    | Annie Levi-Cyferman       |             | FG          | 581          | 7,67         |             |             |
| 1                    | Bora Yilmaz               |             | FG          | 581          | 7,67         |             |             |
| 2                    | Patrick Baudot            |             | UDI         | 2 277        | 30,06        | 3 389       | 49,19       |
| 2                    | Valérie Jurin             |             | MoDem       | 2 277        | 30,06        | 3 389       | 49,19       |
| 3                    | Nicole Creusot*           |             | PS          | 2 525        | 33,33        | 3 501       | 50,81       |
| 3                    | Frédéric Maguin           |             | EÉLV        | 2 525        | 33,33        | 3 501       | 50,81       |
| 4                    | Tiphaine de Saint-Germain |             | DVD         | 471          | 6,22         |             |             |
| 4                    | Pierre-Jean L'Huillier    |             | DVD         | 471          | 6,22         |             |             |
| 5                    | Michel Dufay              |             | FN          | 1 475        | 19,47        |             |             |
| 5                    | Martine Klein             |             | FN          | 1 475        | 19,47        |             |             |
| 6                    | Joe Labat                 |             | DVG         | 246          | 3,25         |             |             |
| 6                    | Virginie Wawrzyniak       |             | DVG         | 246          | 3,25         |             |             |
|                      |                           |             |             |              |              |             |             |
| Inscrits             | Inscrits                  | Inscrits    | Inscrits    | 16 629       | 100,00       | 16 628      | 100,00      |
| Abstentions          | Abstentions               | Abstentions | Abstentions | 8 808        | 52,97        | 9 233       | 55,53       |
| Votants              | Votants                   | Votants     | Votants     | 7 821        | 47,03        | 7 395       | 44,47       |
| Blancs               | Blancs                    | Blancs      | Blancs      | 176          | 2,25         | 354         | 4,79        |
| Nuls                 | Nuls                      | Nuls        | Nuls        | 70           | 0,90         | 151         | 2,04        |
| Exprimés             | Exprimés                  | Exprimés    | Exprimés    | 7 575        | 96,85        | 6 890       | 93,17       |
| * conseiller sortant |                           |             |             |              |              |             |             |

### Canton de Neuves-Maisons
| Candidats   | Candidats          | Partis      | Partis      | Premier tour | Premier tour | Second tour | Second tour |
| Candidats   | Candidats          | Partis      | Partis      | Voix         | %            | Voix        | %           |
| ----------- | ------------------ | ----------- | ----------- | ------------ | ------------ | ----------- | ----------- |
| 1           | Guy Bernard        |             | DVD         | 878          | 9,12         |             |             |
| 1           | Lydie Wiedenkeller |             | DVD         | 878          | 9,12         |             |             |
| 2           | Monique Guerin     |             | UMP         | 2 116        | 21,98        |             |             |
| 2           | Claude Guidat      |             | UMP         | 2 116        | 21,98        |             |             |
| 3           | René Denille       |             | FG          | 690          | 7,17         |             |             |
| 3           | Agnès Pannequin    |             | FG          | 690          | 7,17         |             |             |
| 4           | Audrey Normand     |             | PS          | 3 100        | 32,19        | 5 300       | 58,93       |
| 4           | Pascal Schneider   |             | PS          | 3 100        | 32,19        | 5 300       | 58,93       |
| 5           | Nathalie Roussel   |             | FN          | 2 845        | 29,55        | 3 694       | 41,07       |
| 5           | Mathias Vincent    |             | FN          | 2 845        | 29,55        | 3 694       | 41,07       |
|             |                    |             |             |              |              |             |             |
| Inscrits    | Inscrits           | Inscrits    | Inscrits    | 19 630       | 100,00       | 19 630      | 100,00      |
| Abstentions | Abstentions        | Abstentions | Abstentions | 9 638        | 49,10        | 9 642       | 49,12       |
| Votants     | Votants            | Votants     | Votants     | 9 992        | 50,90        | 9 988       | 50,88       |
| Blancs      | Blancs             | Blancs      | Blancs      | 236          | 2,36         | 644         | 6,45        |
| Nuls        | Nuls               | Nuls        | Nuls        | 127          | 1,27         | 350         | 3,50        |
| Exprimés    | Exprimés           | Exprimés    | Exprimés    | 9 629        | 96,37        | 8 994       | 90,05       |

### Canton du Nord-Toulois
| Candidats            | Candidats         | Partis      | Partis      | Premier tour | Premier tour | Second tour | Second tour |
| Candidats            | Candidats         | Partis      | Partis      | Voix         | %            | Voix        | %           |
| -------------------- | ----------------- | ----------- | ----------- | ------------ | ------------ | ----------- | ----------- |
| 1                    | Corinne Lalance   |             | UMP         | 3 528        | 33,84        | 4 008       | 37,05       |
| 1                    | Jean Loctin*      |             | UMP         | 3 528        | 33,84        | 4 008       | 37,05       |
| 2                    | Catherine Guenser |             | PS          | 3 396        | 32,57        | 3 452       | 31,91       |
| 2                    | Olivier Jacquin*  |             | PS          | 3 396        | 32,57        | 3 452       | 31,91       |
| 3                    | Nadine Hanzo      |             | FN          | 3 502        | 33,59        | 3 358       | 31,04       |
| 3                    | Cédric Marsolle   |             | FN          | 3 502        | 33,59        | 3 358       | 31,04       |
|                      |                   |             |             |              |              |             |             |
| Inscrits             | Inscrits          | Inscrits    | Inscrits    | 20 130       | 100,00       | 20 093      | 100,00      |
| Abstentions          | Abstentions       | Abstentions | Abstentions | 9 216        | 45,78        | 8 968       | 44,63       |
| Votants              | Votants           | Votants     | Votants     | 10 914       | 54,22        | 11 125      | 55,37       |
| Blancs               | Blancs            | Blancs      | Blancs      | 341          | 3,12         | 215         | 1,93        |
| Nuls                 | Nuls              | Nuls        | Nuls        | 147          | 1,35         | 92          | 0,83        |
| Exprimés             | Exprimés          | Exprimés    | Exprimés    | 10 426       | 95,53        | 10 818      | 97,24       |
| * conseiller sortant |                   |             |             |              |              |             |             |

### Canton du Pays de Briey
| Candidats            | Candidats         | Partis      | Partis      | Premier tour | Premier tour | Second tour | Second tour |
| Candidats            | Candidats         | Partis      | Partis      | Voix         | %            | Voix        | %           |
| -------------------- | ----------------- | ----------- | ----------- | ------------ | ------------ | ----------- | ----------- |
| 1                    | Daniel Matergia   |             | PS          | 1 966        | 18,55        |             |             |
| 1                    | Fabienne Reinbolt |             | PS          | 1 966        | 18,55        |             |             |
| 2                    | André Corzani*    |             | FG          | 3 146        | 29,68        | 5 481       | 53,80       |
| 2                    | Rosemary Lupo     |             | FG          | 3 146        | 29,68        | 5 481       | 53,80       |
| 3                    | Sandrine Ferretti |             | UMP         | 1 772        | 16,72        |             |             |
| 3                    | Didier Galois     |             | UMP         | 1 772        | 16,72        |             |             |
| 4                    | Jessica Goujet    |             | FN          | 3 716        | 35,06        | 4 706       | 46,20       |
| 4                    | Sébastien Pluntz  |             | FN          | 3 716        | 35,06        | 4 706       | 46,20       |
|                      |                   |             |             |              |              |             |             |
| Inscrits             | Inscrits          | Inscrits    | Inscrits    | 26 300       | 100,00       | 26 467      | 100,00      |
| Abstentions          | Abstentions       | Abstentions | Abstentions | 15 132       | 57,54        | 15 135      | 57,18       |
| Votants              | Votants           | Votants     | Votants     | 11 168       | 42,46        | 11 332      | 42,82       |
| Blancs               | Blancs            | Blancs      | Blancs      | 389          | 3,48         | 871         | 7,69        |
| Nuls                 | Nuls              | Nuls        | Nuls        | 179          | 1,60         | 274         | 2,42        |
| Exprimés             | Exprimés          | Exprimés    | Exprimés    | 10 600       | 94,91        | 10 187      | 89,90       |
| * conseiller sortant |                   |             |             |              |              |             |             |

### Canton de Pont-à-Mousson
| Candidats            | Candidats          | Partis      | Partis      | Premier tour | Premier tour | Second tour | Second tour |
| Candidats            | Candidats          | Partis      | Partis      | Voix         | %            | Voix        | %           |
| -------------------- | ------------------ | ----------- | ----------- | ------------ | ------------ | ----------- | ----------- |
| 1                    | Jennifer Barreau   |             | PS          | 2 750        | 25,96        |             |             |
| 1                    | Noël Guérard*      |             | PS          | 2 750        | 25,96        |             |             |
| 2                    | Maryse Altermatt   |             | UMP         | 2 943        | 27,79        | 5 824       | 59,04       |
| 2                    | Stéphane Pizelle   |             | UMP         | 2 943        | 27,79        | 5 824       | 59,04       |
| 3                    | Dominique Fischer  |             | FG          | 871          | 8,22         |             |             |
| 3                    | Julien Hezard      |             | FG          | 871          | 8,22         |             |             |
| 4                    | Philippe Bouzon    |             | DVG         | 238          | 2,25         |             |             |
| 4                    | Céline Dillerin    |             | DVG         | 238          | 2,25         |             |             |
| 5                    | Jean-Luc Manoury   |             | DLF         | 353          | 3,33         |             |             |
| 5                    | Nathalie Repusseau |             | DLF         | 353          | 3,33         |             |             |
| 6                    | Barbara Hoffmann   |             | FN          | 3 437        | 32,45        | 4 040       | 40,96       |
| 6                    | Dominique Sauget   |             | FN          | 3 437        | 32,45        | 4 040       | 40,96       |
|                      |                    |             |             |              |              |             |             |
| Inscrits             | Inscrits           | Inscrits    | Inscrits    | 24 975       | 100,00       | 24 963      | 100,00      |
| Abstentions          | Abstentions        | Abstentions | Abstentions | 13 885       | 55,60        | 13 956      | 55,91       |
| Votants              | Votants            | Votants     | Votants     | 11 090       | 44,40        | 11 007      | 44,09       |
| Blancs               | Blancs             | Blancs      | Blancs      | 416          | 3,75         | 870         | 7,90        |
| Nuls                 | Nuls               | Nuls        | Nuls        | 82           | 0,74         | 273         | 2,48        |
| Exprimés             | Exprimés           | Exprimés    | Exprimés    | 10 592       | 95,51        | 9 864       | 89,62       |
| * conseiller sortant |                    |             |             |              |              |             |             |

### Canton de Saint-Max
| Candidats   | Candidats              | Partis      | Partis      | Premier tour | Premier tour | Second tour | Second tour |
| Candidats   | Candidats              | Partis      | Partis      | Voix         | %            | Voix        | %           |
| ----------- | ---------------------- | ----------- | ----------- | ------------ | ------------ | ----------- | ----------- |
| 1           | Corinne Marchal-Tarnus |             | UDI         | 4 570        | 39,62        | 6 141       | 55,84       |
| 1           | Éric Pensalfini        |             | UMP         | 4 570        | 39,62        | 6 141       | 55,84       |
| 2           | Stéphanie Gruet        |             | PS          | 4 094        | 35,50        | 4 857       | 44,16       |
| 2           | Grégoire Ruhland       |             | PS          | 4 094        | 35,50        | 4 857       | 44,16       |
| 3           | Emmanuel Charrier      |             | FN          | 2 870        | 24,88        |             |             |
| 3           | Fabienne Hoffer        |             | FN          | 2 870        | 24,88        |             |             |
|             |                        |             |             |              |              |             |             |
| Inscrits    | Inscrits               | Inscrits    | Inscrits    | 25 246       | 100,00       | 25 243      | 100,00      |
| Abstentions | Abstentions            | Abstentions | Abstentions | 13 207       | 52,31        | 13 496      | 53,46       |
| Votants     | Votants                | Votants     | Votants     | 12 039       | 47,69        | 11 747      | 46,54       |
| Blancs      | Blancs                 | Blancs      | Blancs      | 345          | 2,87         | 516         | 4,39        |
| Nuls        | Nuls                   | Nuls        | Nuls        | 160          | 1,33         | 233         | 1,98        |
| Exprimés    | Exprimés               | Exprimés    | Exprimés    | 11 534       | 95,81        | 10 998      | 93,62       |

### Canton de Toul
| Candidats            | Candidats           | Partis      | Partis      | Premier tour | Premier tour | Second tour | Second tour |
| Candidats            | Candidats           | Partis      | Partis      | Voix         | %            | Voix        | %           |
| -------------------- | ------------------- | ----------- | ----------- | ------------ | ------------ | ----------- | ----------- |
| 1                    | Julie Met           |             | FN          | 3 440        | 33,35        | 4 526       | 45,37       |
| 1                    | Billy Winkens       |             | FN          | 3 440        | 33,35        | 4 526       | 45,37       |
| 2                    | Stéphanie Lagarde   |             | DVD         | 1 534        | 14,87        |             |             |
| 2                    | Étienne Mangeot     |             | DVD         | 1 534        | 14,87        |             |             |
| 3                    | Myriam Domingues    |             | FG          | 0            | 0,00         |             |             |
| 3                    | Adem Ozdemir        |             | FG          | 0            | 0,00         |             |             |
| 4                    | Alde Harmand*       |             | PS          | 3 487        | 33,81        | 5 449       | 54,63       |
| 4                    | Michèle Pilot*      |             | PS          | 3 487        | 33,81        | 5 449       | 54,63       |
| 5                    | Patrick Bretenoux   |             | FG          | 472          | 4,58         |             |             |
| 5                    | Élisabeth Tsagouris |             | FG          | 472          | 4,58         |             |             |
| 6                    | Jean-Robert Gorce   |             | UMP         | 1 381        | 13,39        |             |             |
| 6                    | Josyane Mores       |             | UMP         | 1 381        | 13,39        |             |             |
|                      |                     |             |             |              |              |             |             |
| Inscrits             | Inscrits            | Inscrits    | Inscrits    | 21 105       | 100,00       | 21 118      | 100,00      |
| Abstentions          | Abstentions         | Abstentions | Abstentions | 10 429       | 49,41        | 10 245      | 48,51       |
| Votants              | Votants             | Votants     | Votants     | 10 676       | 50,59        | 10 873      | 51,49       |
| Blancs               | Blancs              | Blancs      | Blancs      | 199          | 1,86         | 586         | 5,39        |
| Nuls                 | Nuls                | Nuls        | Nuls        | 163          | 1,53         | 312         | 2,87        |
| Exprimés             | Exprimés            | Exprimés    | Exprimés    | 10 314       | 96,61        | 9 975       | 91,74       |
| * conseiller sortant |                     |             |             |              |              |             |             |

### Canton de Val de Lorraine Sud
| Candidats   | Candidats                | Partis      | Partis      | Premier tour | Premier tour | Second tour | Second tour |
| Candidats   | Candidats                | Partis      | Partis      | Voix         | %            | Voix        | %           |
| ----------- | ------------------------ | ----------- | ----------- | ------------ | ------------ | ----------- | ----------- |
| 1           | Laurence Bordron-Wolff   |             | FG          | 731          | 9,05         |             |             |
| 1           | Patrick Hatzig           |             | FG          | 731          | 9,05         |             |             |
| 2           | Pierre Felicani          |             | UDI         | 1 903        | 23,55        |             |             |
| 2           | Mireille Gazin           |             | UDI         | 1 903        | 23,55        |             |             |
| 3           | Lucien Aubert            |             | LO          | 303          | 3,75         |             |             |
| 3           | Christiane Nimsgern      |             | LO          | 303          | 3,75         |             |             |
| 4           | Monique Delong           |             | FN          | 2 639        | 32,66        | 3 252       | 41,17       |
| 4           | Patrick Niquel           |             | FN          | 2 639        | 32,66        | 3 252       | 41,17       |
| 5           | Patricia Daguerre-Jacque |             | PS          | 2 504        | 30,99        | 4 646       | 58,83       |
| 5           | Laurent Trogrlic         |             | PS          | 2 504        | 30,99        | 4 646       | 58,83       |
|             |                          |             |             |              |              |             |             |
| Inscrits    | Inscrits                 | Inscrits    | Inscrits    | 18 366       | 100,00       | 18 366      | 100,00      |
| Abstentions | Abstentions              | Abstentions | Abstentions | 9 988        | 54,38        | 9 734       | 53,00       |
| Votants     | Votants                  | Votants     | Votants     | 8 378        | 45,62        | 8 632       | 47,00       |
| Blancs      | Blancs                   | Blancs      | Blancs      | 219          | 2,61         | 535         | 6,20        |
| Nuls        | Nuls                     | Nuls        | Nuls        | 79           | 0,94         | 199         | 2,31        |
| Exprimés    | Exprimés                 | Exprimés    | Exprimés    | 8 080        | 96,44        | 7 898       | 91,50       |

### Canton de Vandœuvre-lès-Nancy
| Candidats            | Candidats          | Partis      | Partis      | Premier tour | Premier tour | Second tour | Second tour |
| Candidats            | Candidats          | Partis      | Partis      | Voix         | %            | Voix        | %           |
| -------------------- | ------------------ | ----------- | ----------- | ------------ | ------------ | ----------- | ----------- |
| 1                    | Dominique Bilde    |             | FN          | 1 420        | 20,51        |             |             |
| 1                    | François Voinesson |             | FN          | 1 420        | 20,51        |             |             |
| 2                    | Dominique Renaud   |             | UMP         | 1 895        | 27,38        | 2 400       | 37,68       |
| 2                    | Marc Saint Denis*  |             | UMP         | 1 895        | 27,38        | 2 400       | 37,68       |
| 3                    | Moulay Hamidi      |             | DVD         | 160          | 2,31         |             |             |
| 3                    | Sabrina Lévêque    |             | DVD         | 160          | 2,31         |             |             |
| 4                    | Sylvie Crunchant   |             | PS          | 3 447        | 49,80        | 3 970       | 62,32       |
| 4                    | Stéphane Hablot*   |             | PS          | 3 447        | 49,80        | 3 970       | 62,32       |
|                      |                    |             |             |              |              |             |             |
| Inscrits             | Inscrits           | Inscrits    | Inscrits    | 15 533       | 100,00       | 15 533      | 100,00      |
| Abstentions          | Abstentions        | Abstentions | Abstentions | 8 416        | 54,18        | 8 827       | 56,83       |
| Votants              | Votants            | Votants     | Votants     | 7 117        | 45,82        | 6 706       | 43,17       |
| Blancs               | Blancs             | Blancs      | Blancs      | 135          | 1,90         | 238         | 3,55        |
| Nuls                 | Nuls               | Nuls        | Nuls        | 60           | 0,84         | 98          | 1,46        |
| Exprimés             | Exprimés           | Exprimés    | Exprimés    | 6 922        | 97,26        | 6 370       | 94,99       |
| * conseiller sortant |                    |             |             |              |              |             |             |

### Canton de Villerupt
| Candidats            | Candidats            | Partis      | Partis      | Premier tour | Premier tour | Second tour | Second tour |
| Candidats            | Candidats            | Partis      | Partis      | Voix         | %            | Voix        | %           |
| -------------------- | -------------------- | ----------- | ----------- | ------------ | ------------ | ----------- | ----------- |
| 1                    | Alain Casoni*        |             | FG          | 2 731        | 40,00        | 4 074       | 64,90       |
| 1                    | Annie Silvestri      |             | FG          | 2 731        | 40,00        | 4 074       | 64,90       |
| 2                    | Christine Da Cunha   |             | PS          | 968          | 14,18        |             |             |
| 2                    | Guillaume Petitclair |             | PS          | 968          | 14,18        |             |             |
| 3                    | Véronique Guillotin  |             | UMP         | 1 412        | 20,68        |             |             |
| 3                    | Jean-Louis Hottier   |             | UMP         | 1 412        | 20,68        |             |             |
| 4                    | Martine Decailloz    |             | FN          | 1 717        | 25,15        | 2 203       | 35,10       |
| 4                    | Patrick Pinto        |             | FN          | 1 717        | 25,15        | 2 203       | 35,10       |
|                      |                      |             |             |              |              |             |             |
| Inscrits             | Inscrits             | Inscrits    | Inscrits    | 17 469       | 100,00       | 17 460      | 100,00      |
| Abstentions          | Abstentions          | Abstentions | Abstentions | 10 313       | 59,04        | 10 534      | 60,33       |
| Votants              | Votants              | Votants     | Votants     | 7 156        | 40,96        | 6 926       | 39,67       |
| Blancs               | Blancs               | Blancs      | Blancs      | 228          | 3,19         | 443         | 6,40        |
| Nuls                 | Nuls                 | Nuls        | Nuls        | 100          | 1,40         | 206         | 2,97        |
| Exprimés             | Exprimés             | Exprimés    | Exprimés    | 6 828        | 95,42        | 6 277       | 90,63       |
| * conseiller sortant |                      |             |             |              |              |             |             |